# It's All Good (альбом Suga-T)
It's All Good — дебютний студійний альбом американської реп-виконавиці Suga-T, виданий 16 квітня 1993 р. лейблом Sick Wid It Records. Усі пісні спродюсував Studio Ton, автори текстів: Suga-T та її брат E-40.
Платівку випустили до того, як Sick Wid It Records підписав угоду щодо дистрибуції з Jive Records. Через це реліз пройшов непоміченим за межами району затоки Сан-Франциско. 22 травня 1993 р. альбом посів 88-му сходинку чарту Top R&B/Hip-Hop Albums, в якому він провів два тижні.

## Список пісень
1. «Rockin' and Clockin'»
2. «Billy Bad Ass»
3. «Livin' for the Weekend»
4. «I Ain't to Be Fucked With»
5. «Check Ya Self»
6. «It's All Good»
7. «The Don't Knows»
8. «Ms. Thang»
9. «Back Stabbers»
10. «Dap Do»

## Чартові позиції
| Чарт (1993)               | Найвища позиція |
| ------------------------- | --------------- |
| US Top R&B/Hip-Hop Albums | 88              |